# Sigmund
För andra betydelser, se Sigmund (olika betydelser).

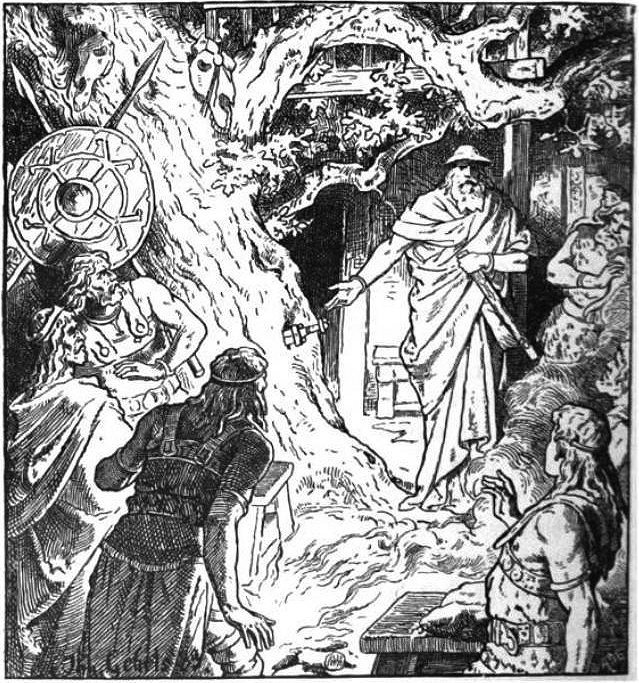
Sigmunds svärd (1889) av Johannes Gehrts.

Sigmund var en hjälte i nordisk mytologi, son till Völsung.
Det berättas i Völsungasagan att när Sigmunds syster Signe gifte sig med Siggeir, och hennes bror och fader kom till bröllopsfesten, kom även Oden dit, förklädd som en tiggare. Den förklädde Oden tog upp ett svärd och spetsade det levande trädet runt vilket Völsungs hem var byggt. Oden meddelade att den som kunde dra ut svärdet skulle få det som en gåva. Enbart Sigmund kunde avlägsna svärdet.
Siggeir, som själv ville ha svärdet blev då avundsjuk på Sigmund. Han bjöd in Sigmund och hans nio bröder samt Völsung på besök. När de hade anlänt blev de attackerade, Völsung dödades i strid och hans bröder torterades senare till döds. Enbart Sigmund överlevde, och lyckades fly till skogs. Under sitt liv i skogen fick han tillsammans med Signe (förklädd till en völva) sonen Sinfjötli. När Sigmund och Sinfjotle klädde sig i förtrollade vargskinn förvandlades de till varulvar. Dessa två hämnades senare Völsungs död.
Sigmunds första hustru hette Brynhild, senare gifte han sig med Hjöris. När Sigmund blev attackerad av Kung Lyngi, hamnade Sigmund i strid med en gammal man (återigen Oden i förklädnad). Oden krossade Sigmunds svärd, varefter Sigmund dödades av andra. Döendes talade Sigmund om för Hjördis att hon var gravid och att hennes son en dag skulle tillverka ett mäktigt vapen av skärvorna efter hans eget svärd. Sonen var Sigurd Fafnesbane.
Sigmund blev efter sin död en av Einhärjarna tillsammans med sin son.
Paralleller till Sigmunds utdragande av svärdet från trädet kan hittas i andra mytologier (i synnerhet legenden om kung Artur). Tolkien hämtade troligtvis inspiration från Völsungasagan när han skapade sin egen version av det brutna svärdet som smids på nytt.